# 11668 Balios
11668 Balios este o planetă minoră (asteroid), cu un diametru de 24,636 km, din Asteroid troian al lui Jupiter. A fost descoperită pe 3 noiembrie 1997 la Ondřejovská hvězdárna⁠(d) de Petr Pravec⁠(d) și a fost numită după Balius⁠(d). 
Obiectul prezintă o orbită caracterizată de o semiaxă mare de 5,1684108 UAi, o excentricitate de 0,141, o înclinație de 4,67353 ° în raport cu ecliptica.